# Гипотеза Албертсона
Гипотеза Албертсона — недоказанная связь между числом пересечением и хроматическим числом графа. Гипотеза носит имя Михаила О. Албертсона, профессора колледжа Смит, который сформулировал утверждение в качестве гипотезы в 2007. Гипотеза является одной из многих гипотез в теории раскраски графов. Гипотеза утверждает, что среди всех графов, требующих n цветов, полный граф Kn находится среди графов, имеющих наименьшее число пересечений.
Эквивалентно, если граф может быть нарисован с меньшим числом пересечений, чем у Kn, тогда, согласно гипотезе, его можно раскрасить в меньше чем n цветов.

## Гипотетическая формула минимального числа пересечений
Напрямую можно показать, что граф с ограниченным числом пересечений имеет ограниченное хроматическое число — можно назначить различные цвета концам всех пересекающихся рёбер и выкрасить в 4 цвета оставшийся после удаления этих рёбер планарный граф. Гипотеза Албертсона заменяет эту качественную связь между числом пересечений и числом цветов более точной количественной связью. Другая гипотеза Ричарда К. Гая утверждает, что число пересечений полного графа Kn равно
{\displaystyle {\textrm {cr}}(K_{n})={\frac {1}{4}}\left\lfloor {\frac {n}{2}}\right\rfloor \left\lfloor {\frac {n-1}{2}}\right\rfloor \left\lfloor {\frac {n-2}{2}}\right\rfloor \left\lfloor {\frac {n-3}{2}}\right\rfloor .}
Известно, каким образом рисовать полные графы с таким числом пересечений, располагая вершины на двух концентрических окружностях. Что неизвестно, так это существуют ли рисунки с меньшим числом пресечений. Таким образом, усиленная формулировка гипотезы Албертсона гласит, что любой n-хроматический граф имеет число пересечений, не меньший правой части этой формулы. Эта усиленная гипотеза справедлива тогда и только тогда, когда обе гипотезы, гипотеза Гая и гипотеза Албертсона, верны.

## Асимптотические границы
Более слабая форма гипотезы, доказанная М. Шефером, утверждает, что любой граф с хроматическим числом n имеет число пересечений Ω(n4), или, эквивалентно, что любой граф с числом пересечений k имеет хроматическое число O(k1/4). Алберсон, Крэтсон и Фокс опубликовали доказательство этих границ путём комбинации факта, что любой минимальный n-хроматический граф имеет минимальную степень, не меньшую {\displaystyle n-1} (в противном случае можно было бы раскрасить его в {\displaystyle (n-1)} цветов после удаления вершины с малой степенью, раскраски оставшегося графа и использования доступного цвета для удалённой вершины, что противоречит минимальности графа) вместе с неравенством для числа пересечений, согласно которому любой граф {\displaystyle G=(V,E)} с {\displaystyle |E|/|V|\geqslant 4} имеет число пересечений {\displaystyle \Omega (|E|^{3}/|V|^{2}}). Используя те же доводы, они показывают, что контрпример гипотезе Албертсона с хроматическим числом n (если таковой существует) должен иметь менее 4 n вершин.

## Специальные случаи
Гипотеза Албертсона является не имеющим содержания истинным утверждением для {\displaystyle n\leqslant 4} — {\displaystyle K_{4}} имеет число пересечений нуль и все графы имеют число пересечений, не меньшее нуля. Случай {\displaystyle n=5} гипотезы Албертсона эквивалентен теореме о чётырёх красках, что любой планарный граф может быть раскрашен в четыре или меньше цветов, а единственные графы, для которых требуется меньше пересечений, чем у графа K5, это планарные графы, по гипотезе же они должны быть не более чем 4-хроматическими. Благодаря поддержке некоторых групп авторов сейчас известно, что гипотеза верна для всех {\displaystyle n\leqslant 16}. Для любого целого числа {\displaystyle c\geqslant 6} Луис и Рихтер представили семейства (c+1)-критических по цвету графов, которые не содержат подразделения полного графа K(c+1), но имеющие число пересечений, не меньшее K(c+1).

## Связанные гипотезы
Существует также связь с гипотезой Хадвигера, важной открытой проблеме комбинаторики, касающейся связи между хроматическим числом и существованием больших клик в качестве миноров графа. Вариант гипотезы Хадвигера, выдвинутый Дьёрдьем Хайошем, утверждает, что любой n-хроматический граф содержит подразделение Kn. Если бы гипотеза была верна, из неё вытекала бы гипотеза Албертсона, поскольку число пересечений полного графа не меньше числа пересечений подразделения. Однако в настоящее время известны контрпримеры гипотезе Хайоша, так что эта связь не даёт возможности доказательства гипотезы Албертсона.